# Paso musette
 (février 2021).
Si vous disposez d'ouvrages ou d'articles de référence ou si vous connaissez des sites web de qualité traitant du thème abordé ici, merci de compléter l'article en donnant les références utiles à sa vérifiabilité et en les liant à la section « Notes et références ».
Pour les articles homonymes, voir Paso.
Le paso musette est une forme musette du paso doble.
Comme toutes les formes musette, elle est plus simple, plus sensuelle et nécessite moins de place que le style original.
De plus, elle présente certaines figures spécifiques en 2*3*n au lieu du 2*n du paso classique. Telles que la promenade-contrepromenade.